# Joshamin
Joshamin (auch Jōshamin oder Yushamin) ist ein persisches, hybrides Schöpfer- und Lichtwesen der Mandäer, sowie der wichtigste Uthra. 
In seiner Glaubensgemeinschaft stellt Joshamin das „zweite Leben“ dar, wobei er gleichzeitig der Sohn des „ersten Lebens“ Mana rubre sowie Vater des „dritten Lebens“ Abathur ist.
Mit ihm verdunkelte sich die Welt (Tibil) zunehmend zu einer Welt der Finsternis. Am Ende der Tage soll er von Hibil erlöst werden.
Der Mythos von Joshamin wird als Parallele zur gnostischen Erzählung der Sophia bewertet.